# Espen
Espen är ett köpcentrum vid nedre torget i Vasa centrum. Köpcentret som ägs av Trevian Suomi Kiinteistöt grundades 2003 under namnet HS Center när Commercehusets innergård täcktes med glastak. Espen ägdes fram till februari 2020 av Harry Schaumans stiftelse. I slutet av 2007 anslöts fastigheten Unitas till köpcentret som kom att sträcka sig över hela nedre torget. År 2018 gjordes omfattande förändringsarbeten och nya affärer flyttade in, samtidigt genomfördes namnbytet till Espen.